# Zweden op het Eurovisiesongfestival 1974
Melodifestivalen 1974 was de veertiende editie van Melodifestivalen, de liedjeswedstrijd die de Zweedse deelnemer voor het Eurovisiesongfestival oplevert. De winnaar werd bepaald door de regionale jury.
Deze editie werd gewonnen door de groep ABBA met het lied Waterloo. De groep had een jaar eerder al een poging gewaagd met het nummer Ring ring, maar wist toen niet te winnen. Op het Eurovisiesongfestival in Brighton haalde ABBA met Waterloo de allereerste overwinning voor Zweden binnen. ABBA groeide hierna uit tot een van de populairste groepen ter wereld.

## Uitslag
| Nr. | Artiest                            | Lied                           | Songwriters                                   | Punten | Plaats |
| --- | ---------------------------------- | ------------------------------ | --------------------------------------------- | ------ | ------ |
| 1   | Lena Ericsson                      | En enda jord                   | Håkan Elmquist                                | 185    | 3de    |
| 2   | Östen Warnerbring                  | En mysig vals                  | Bengt Hallberg, Östen Warnebring              | 10     | 10de   |
| 3   | Göran Fristorp                     | Jag minns dej nog              | Georg Riedel, Stig Claesson                   | 16     | 7de    |
| 4   | Titti Sjöblom                      | Fröken Ur sång                 | Torgny Söderberg                              | 148    | 4de    |
| 5   | ABBA                               | Waterloo                       | Benny Andersson, Björn Ulvaeus, Stig Anderson | 302    | 1ste   |
| 6   | Lasse Berghagen                    | Min kärleksång till dej        | Lasse Berghagen                               | 211    | 2de    |
| 7   | Inger Öst                          | En grön dröm om dej            | Bo Sylvén, Bo Carlgren, Bitte Carlgren        | 61     | 5de    |
| 8   | Sylvia Vrethammar & Göran Fristorp | En dröm är en dröm             | Lars Färnlöf, Lasse Bagge                     | 31     | 6de    |
| 9   | Lena Bergqvist                     | Den sista sommaren av mitt liv | Björn Isfält, Lena Bergqvist                  | 11     | 9de    |
| 10  | Glenmarks                          | I annorlunda land              | Bengt-Arne Wallin, Anja-Notini-Wallin         | 15     | 8ste   |

### Jurering
| Lied                           | Luleå | Falun | Karlstad | Göteborg | Umeå | Örebro | Norrköping | Malmö | Sundsvall | Växjö | Stockholm | Totaal |
| ------------------------------ | ----- | ----- | -------- | -------- | ---- | ------ | ---------- | ----- | --------- | ----- | --------- | ------ |
| En enda jord                   | 10    | 20    | 15       | 6        | 11   | 10     | 30         | 21    | 15        | 24    | 23        | 185    |
| En mysig vals                  | 5     | 0     | 0        | 0        | 0    | 0      | 0          | 4     | 1         | 0     | 0         | 10     |
| Jag minns det nog              | 7     | 0     | 0        | 1        | 0    | 2      | 0          | 0     | 0         | 0     | 6         | 16     |
| Fröken Ur sång                 | 12    | 18    | 14       | 14       | 14   | 20     | 10         | 12    | 7         | 15    | 7         | 148    |
| Waterloo                       | 26    | 27    | 24       | 35       | 41   | 26     | 34         | 16    | 32        | 24    | 17        | 302    |
| Min kärleksång till dej        | 26    | 21    | 20       | 25       | 17   | 18     | 12         | 14    | 22        | 18    | 18        | 211    |
| En grön dröm om dej            | 2     | 1     | 9        | 3        | 4    | 9      | 4          | 11    | 9         | 3     | 6         | 61     |
| En dröm är en dröm             | 1     | 0     | 0        | 5        | 0    | 1      | 0          | 9     | 3         | 4     | 8         | 31     |
| Den sista sommaren av mitt liv | 0     | 0     | 2        | 0        | 3    | 4      | 0          | 0     | 0         | 0     | 2         | 11     |
| I annorlunda land              | 1     | 3     | 1        | 1        | 0    | 0      | 0          | 3     | 1         | 2     | 3         | 15     |